# La flotta delle illusioni
La flotta delle illusioni (Das Erbe von Pretoria) è un film del 1934 diretto da Johannes Meyer.

## Produzione
Il film fu prodotto dalla Bavaria Film e dalla Atalanta-Film.

## Distribuzione
Distribuito dalla Titanus Distribuzione, uscì nelle sale cinematografiche tedesche il 19 ottobre 1934.